# Ibernazione
L'ibernazione è una condizione biologica in cui le funzioni vitali sono ridotte al minimo, il battito cardiaco e la respirazione rallentano, il metabolismo si riduce e la temperatura corporea si abbassa.
Può essere intesa come letargo negli animali o anche come ipotermia preventiva in medicina, anche se non si raggiungono mai temperature inferiori a pochi gradi sopra lo zero. È spesso utilizzato come metodo di animazione sospesa per gli esseri umani nella fantascienza.

## Regno animale

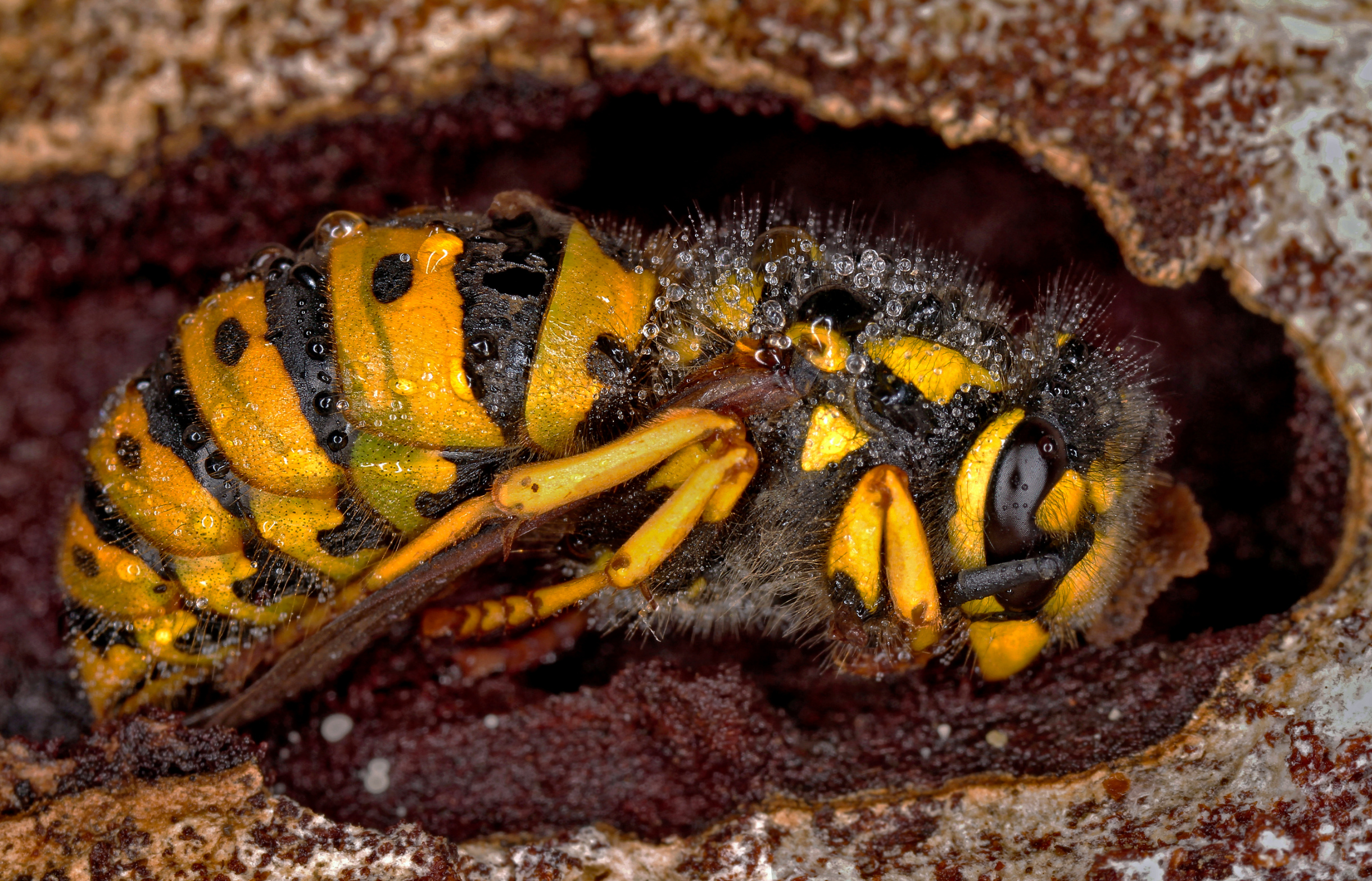
Macrofotografia di regina di Vespula germanica in ibernazione, rinvenuta in una nicchia all'interno di un albero caduto.

Il letargo è un comportamento caratteristico di alcuni mammiferi e rettili che durante la stagione fredda riducono le proprie funzioni vitali e rimangono in stato di quiescenza. 
Ricorrono alla quiescenza (uno stato in cui i processi metabolici sono estremamente rallentati) diversi tipi di invertebrati, ma anche anfibi, rettili e mammiferi come l'orso bruno, il tasso, la marmotta, in special modo in inverno nelle regioni fredde o temperate.
L'adattamento permette a questi animali di sopravvivere in una condizione di ibernazione grazie all'alta concentrazione di sostanze nel circolo sanguigno che impediscono all'acqua di congelare. Varie sostanze, come sali, urea, acido urico o altro, impediscono all'acqua presente nel plasma sanguigno e nel citoplasma di cristallizzare e di distruggere così le membrane cellulari.
Durante questo periodo si nutrono di riserve di grasso immagazzinate durante i mesi autunnali. Fra gli animali che vanno in letargo vi sono gli orsi, i procioni, i gliridi, i pipistrelli, le tartarughe di terra del genere Testudo e altri rettili.
Durante la fase letargica, la temperatura corporea dell'animale si abbassa, di poco in alcune specie (passando da 37 a 31 °C negli orsi) fino a raggiungere anche i −3 °C in altre specie. Occorre però precisare che quello degli orsi non è un vero e proprio letargo.

## Utilizzi in medicina
In chirurgia, si parla di ipotermia terapeutica per l'abbassamento artificiale della temperatura corporea del paziente per ridurne i processi vitali durante particolari interventi chirurgici, nella fattispecie interventi di cardiochirurgia e neurochirurgia e in alcuni pazienti che hanno subito ipossia cerebrale (per esempio dopo rianimazione cardiopolmonare), al fine di ridurre i rischi di potenziali danni neurologici.
Temperature basse ma superiori al punto di congelamento vengono utilizzate per conservare temporaneamente gli organi destinati al trapianto.
L'ibernazione in azoto liquido  (meglio detta criopreservazione o crioconservazione) è utilizzata per la conservazione di spermatozoi ed embrioni umani. Risulta impossibile infatti per motivi tecnici legati alla velocità di congelamento e scongelamento conservare parti di dimensioni maggiori.
Le prime ipotesi sulla possibilità di usare il freddo per conservare gli spermatozoi risalgono alla fine del Settecento. Nella seconda metà dell'Ottocento il fisiologo Paolo Mantegazza pensava a una banca per conservare lo sperma dei soldati in partenza per la guerra, proponendo di farlo con neve e ghiaccio. I primi esperimenti di congelamento risalgono ai primi decenni del XX secolo; per molto tempo l'interesse rimase concentrato soprattutto sulla conservazione di spermatozoi bovini a scopo zootecnico. Solo nel 1960 l'americano Jerome Sherman diede il via ai primi esperimenti di congelamento in azoto liquido.

## Crioconservazione
In numerosi racconti di fantascienza l'ibernazione - vista come uno dei possibili metodi di animazione sospesa - è un importante espediente narrativo. Si ipotizza la possibilità di ibernare un intero individuo prima della morte cerebrale in caso di coma irreversibile, oppure per evitare la morte a causa di un male inguaribile, in attesa di future scoperte scientifiche in grado di fornire una cura efficace, oppure per vivere una seconda vita, o ancora come metodo unidirezionale di viaggio nel tempo verso un'epoca futura e (ipoteticamente) migliore o per affrontare viaggi spaziali che richiederebbero tempi non compatibili con la durata della vita umana.
Evidentemente per un fatto etico e legale è possibile solo la crioconservazione di corpi morti per cui, sfruttando il lasso di tempo che passa dal blocco del battito cardiaco alla morte cerebrale, si effettua il congelamento sperando di conservare intatte le strutture nervose.
Secondo i sostenitori della crioconservazione, in futuro dovrebbe essere possibile sviluppare una tecnologia in grado di ripristinare completamente le funzioni vitali dei corpi ibernati. In questa ipotesi speculativa, al momento del risveglio il corpo riacquisterebbe il fisico che aveva prima della conservazione: ovvero, il tempo del congelamento non determinerebbe un invecchiamento. Anche se fossero passate decine di anni, l'età biologica del corpo sarebbe rimasta quella antecedente al sonno, così come l'aspettativa di vita.

### Crioconservazione degli embrioni
Gli embrioni umani possono essere conservati in azoto liquido alla temperatura di −196 °C per un periodo di tempo molto lungo, praticamente indefinito. Tuttavia, ci sono dei limiti etico-legali legati principalmente all'età della madre al momento dell'impianto per la gravidanza, specie per garantirne il completamento con successo, il che di fatto riduce il tempo pratico di conservazione.

## Crioconservazione postmortem
La crioconservazione post mortem si basa su tecnologie diverse da quelle della conservazione degli organi per il trapianto. Gli organi vengono posti in soluzioni fisiologiche a temperature basse ma non inferiori al punto di congelamento e man mano che il tempo trascorre subiscono processi di degenerazione dovuti alla reazione delle cellule alla mancanza di ossigeno. 
Vi sono alcuni ostacoli fondamentali relativi alla crioconservazione post mortem e sono precisamente:
1. la rottura delle membrane cellulari da parte dei cristalli di ghiaccio che dovessero formarsi;
2. la formazione di rotture del corpo ibernato sottoposto alla tensione dei diversi tessuti che hanno coefficienti di dilatazione diversi;
3. la difficoltà allo scongelamento contemporaneo di tutte le parti del corpo.

In definitiva la ricerca si sta focalizzando per lo più sui primi due problemi il primo dei quali è quasi del tutto risolto grazie a una soluzione vetrificante che sostituita al sangue apporta antiossidanti e sostanze che impediscono la formazione di cristalli di ghiaccio. Il secondo è per ora affrontato a posteriori mediante l'identificazione di queste rotture grazie a particolari microfoni che restano in ascolto. L'idea fondamentale è quella di conservare il corpo fino a quando sarà disponibile la tecnologia per scongelarlo ed esistano nuove procedure di clonazione e nanotecnologie che permettano di rigenerare, sostituire e ristrutturare i tessuti vecchi e il corpo ormai sulla soglia della morte.
Le più importanti organizzazioni a livello mondiale che si occupano di studi e ricerche nel campo dell'ibernazione umana sono: il Cryonics Institute con sede nel Michigan (USA) organizzazione no profit guidata da Ben Best, la Alcor Foundation con sede a Scottsdale in Arizona capeggiata da Max More; in Europa, tra le organizzazioni leader nel settore dell'ibernazione umana, troviamo l'inglese Cryonics-uk guidata da Tim Gibson e, in Italia, la Cryonics-it diretta da Daniele Chirico.
Finora non si è mai tentato di riportare in vita un corpo ibernato né esiste al momento notizia documentata in letteratura scientifica di un corpo ibernato tornato in vita. Permangono inoltre forti preoccupazioni, non solo etiche, nel caso ciò divenisse realtà, per quanto riguarda i possibili impatti psicologici negativi su una persona riportata in vita in futuro sconosciuto e probabilmente molto diverso e in cui tutte le persone conosciute precedentemente (familiari, parenti, amici) sono morte da tempo. Inoltre, non c'è alcuna certezza scientifiche che una eventuale ripresa delle funzioni cerebrali dopo lo scongelamento comporti anche il mantenimento dei ricordi e delle esperienze precedenti all'ibernazione.

## Limiti teorici alla crioconservazione
Il corpo scambia massa ed energia con l'esterno. Come sistema aperto, non risente del principio di aumento d'entropia che vale in quelli isolati. Tale principio associa l'età del sistema all'entropia ed esclude la possibilità del sistema di tornare alle condizioni di un'età più giovane (freccia del tempo). L'ibernazione quindi non è in grado di ringiovanire il corpo e quindi di allungarne la vita (con ibernazioni-ringiovanimenti dell'età biologica successiva); essa non aumenta la durata della vita, la quale resta la stessa possibile per il corpo di un non-ibernato. Nella teoria, il sonno criogenico ritarderebbe l'invecchiamento senza rallentarlo.
È da tenere presente che la carne di un animale non può essere congelata più d'una volta, altrimenti si ha la putrefazione dei tessuti; ciò desta sospetti sulla possibilità di ibernare a temperature criogeniche un corpo.
L'aria è composta in prima approssimazione dal 20% di ossigeno e all'80% di azoto. A meno di 200 gradi sotto zero essa diventa liquida e ha la proprietà di vetrificare rapidamente tutto ciò che vi viene immerso. 
Se si velocizza il processo di raffreddamento e si usano sostanze antigelo si riesce a realizzare la vetrificazione dell'intero corpo. Le tecnologie di ibernazione infatti utilizzano i sistemi di vetrificazione e questo evita gli eventi nefasti derivanti dal congelamento.
Alcuni erroneamente paragonano i tempi di conservazione degli organi destinati a trapianto con gli organi ibernati. I primi vengono posti in una soluzione fisiologica e sono a tutti gli effetti vivi anche se posti a una temperatura bassa ma superiore al congelamento. I secondi vengono prima trasfusi con le soluzioni vetrificanti e poi congelati sotto il punto di congelamento. Nel caso di trapianti di organi umani non si utilizza mai la vetrificazione, sperimentata finora solo sugli animali.